# Лесь Роза Миколаївна
Роза Миколаївна Лесь (7 листопада 1924, с. Кишеньки, Полтавська область) — білоруська архітекторка.

## Біографія
У 1948 році Лесь Р. М. закінчила Московський інженерно-будівельний інститут, працювала інженером-конструктором та директором Брестської філії Білоруського держпроєкту. З 1963 по 1981 рік — начальник управління будівництва та архітектури Брестського облвиконкому.
Член Спілки архітекторів СРСР з 1963 року. Член КПРС з 1951 року. Проживає в Бресті.

## Творчість
Основні роботи (в авторському колективі): пам'ятник В. І. Леніну на Центральній площі Бреста (1959), будинки на вул. Воровського, кафе «Літо» у Бресті, будинки по вул. М. Горького та В. Хоружай в Пінську, участь у проектуванні, будівництві та благоустрої населених пунктів Мухавець Берестейського та Малеч Березівського районів Білорусі (дипломи та медалі ВДНГ СРСР, 1969, 1979).

## Нагороди
Нагороджена орденом «Знак Пошани» (1966), медалями, Почесною грамотою Президії Верховної Ради БРСР (1958).